# Ankylopteryx (Sencera) scioneura
Ankylopteryx (Sencera) scioneura is een insect uit de familie van de gaasvliegen (Chrysopidae), die tot de orde netvleugeligen (Neuroptera) behoort. 
Ankylopteryx (Sencera) scioneura is voor het eerst wetenschappelijk beschreven door Navás in 1925.